# Altwarp
Altwarp es un municipio situado en el distrito de Pomerania Occidental-Greifswald, en el estado federado de Mecklemburgo-Pomerania Occidental (Alemania), a una altitud de 5 metros. Su población a finales de 2016 era de 500 habs. y su densidad poblacional, 15 hab/km².

## Ubicación
Se encuentra en el extremo este del distrito, junto a la frontera con Polonia y la costa del mar Báltico, justo frente a lo que era la localidad alemana de Neuwarp hasta el año de 1945, hoy pueblo polaco de Nova Warpno.